# Château des Brétignolles
Pour les articles homonymes, voir Brétignolles.
 (septembre 2019).
Si vous disposez d'ouvrages ou d'articles de référence ou si vous connaissez des sites web de qualité traitant du thème abordé ici, merci de compléter l'article en donnant les références utiles à sa vérifiabilité et en les liant à la section « Notes et références ».
Le château des Brétignolles est situé à Anché, il est inscrit aux monuments historiques par arrêté le 14 septembre 1949.

## Localisation
Le château est situé en Touraine dans la commune d'Anché dans le département d'Indre-et-Loire.
Le domaine est situé au nord sur la rive gauche de la Vienne, entre Chinon et l'Île-Bouchard. C'est un des châteaux de la Loire.

## Histoire
La terre des Brétignolles est mentionnée au IXe siècle dans un diplôme de Charles II le Chauve. Elle est alors la propriété de l'abbaye de Marmoutier et dépend du prieuré de Tavant. Le fief relève de la seigneurie de Sazilly en 1277. Le chevalier Pierre de Sazilly est le premier seigneur connu.
Au XVe siècle, la terre est la propriété de la famille Bernard, anciens seigneurs de La Ferté-Bernard. Le château est construit,entre, environ 1450 et 1480. Quant à elle, la chapelle seigneurraile fut construite entre 1480 et 1499: fondation de la chapelle seigneuriale.
Guillaume de Bordeaux, conseiller du roi achète en 1640 les Brétignolles à Louis Bernard (deuxième du nom). En 1706, le domaine appartient à Guillaume Martineau et, en 1718, il entre par mariage dans la famille Turgot (dot de Madeleine Françoise Martineau, fille de Guillaume et d’Angélique de Montault, lors de son mariage avec Michel-Étienne Turgot.
Les communs sont construits en 1732. 
Le domaine des Brétignolles est acquis par Pierre-Jean-René de Pierres de Fougeray en 1811. En 1932, les Brétignolles sont vendues au comte Marcel de Bernard de La Fosse, un des membres descendants de la famille Bernard.
Le domaine des Brétignolles est inscrit en 1949 à l'inventaire des monuments historiques. Le château des Brétignolles est acquis par une famille normande en 2016,.

### Propriétaires des Brétignolles

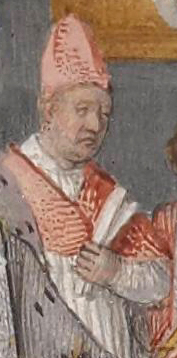
Détail du frontispice des Statuts de l'ordre de Saint-Michel, représentant Guy Bernard - évêque de Langres, par Jean Fouquet entre 1469 et 1470.

#### Avant leXVesiècle
Les terres des Brétignolles sont cités dans un diplôme de Charles le Chauve au IXe siècle sous le nom Britanniolæ, ce qui signifie « petite colonie de Bretons » et appartenait au chapitre de Saint-Martin de Tours.
Au XIe siècle, le fief devient la propriété de l'abbaye de Marmoutier et dépend du prieuré de Tavant. Brétignolles est désormais désigné sous le nom alodium de Britanniolis dans la charte de Geoffroy de l'Ile-Bouchard.
En 1277, les Brétignolles relèvent de la seigneurie de Sazilly (Pierre de Sazilly vers 1277).

#### La famille Bernard
Après avoir vendu la Ferté-Bernard en 1319, dont ils étaient seigneurs depuis 1040 et après avoir vendu la Châtellenie de Louplande en 1354, les Bernard ruinés par les guerres vinrent s'installer en Touraine et en Anjou. Ils établissent une présence incontournable dans la région, dans les charges publiques les plus en vue.
Jean Bernard (1386-1466), maître des requêtes du roi Charles VII en 1424, chancelier d'Anjou puis archevêque de Tours en 1441. Il construit une partie de la cathédrale Saint-Gatien à ses frais, fut ambassadeur à Madrid en 1455 et député de Charles VII au concile de Mantoue en 1459. Il fut enterré au milieu de la cathédrale de Tours. 
Étienne Bernard (dit Étienne de Moreau) - frère de Jean Bernard, seigneur de la Motte d'Artanne et des Brétignolles, maître de la chambre aux deniers du comte de Ponthieu, plus tard Charles VII, receveur des aides à Angers en 1415, trésorier général des finances de Louis II d'Anjou et de la Reine de Sicile, Yolande d'Aragon de 1417 à 1419, et de la reine Marie d'Anjou, femme de Charles VII. Il représenta la reine de Sicile au Congrès D'Arras en 1435. Le Dauphin Charles VII lui fit don d'un cheval le 18 novembre 1421. En février 1433, Charles VII par lettre de Bourges, ordonna: "de tenir et réputer pour noble, Estienne Bernard son conseiller et trésorier général du roi de Sicile" et en récompense de ses services lui accorda de porter au milieu de son écusson, une fleur de lys sur champ d'azur, au lieu d'une étoile qu'il portait jusqu'alors. Il se marie avec Anne Legouz vers 1405. 
Guy Bernard - neveu de Jean Bernard, est évêque et duc de Langres et premier chancelier de l'ordre de Saint-Michel à sa fondation en 1469,.

#### Le clan Bernard à Brétignolles (duXVesiècleà 1640)
Du XVe siècle jusqu'en 1640, les Brétignolles (et la commune d'Anché) appartiennent à la famille Bernard: 
Au XVe siècle, Jean Bernard, fils d'Étienne Bernard, seigneur de la Motte d'Artannes et de Champigny sur Yonne, valet de chambre de Monseigneur le Dauphin, puis du roi Charles VII, capitaine du château et gouverneur de Loches de 1447 à 1450, et grenetier du grenier à sel de Chinon, devient propriétaire des Brétignolles et seigneur d'Anché. Il est anobli avec son beau père, Guillaume de Ballan, seigneur de Maulévrier, en janvier 1447.
Durant le troisième quart du XVe siècle, Jean Bernard ordonne la construction du château.
En 1507, Antoine Bernard - fils du précédent Jean Bernard (et de Jeanne de Balan), chanoine et archiprêtre de Loches, seigneur de Brétignolles, de Vau et de Cheniers, hérite du château. Après sa mort, Les Hautes-Brétignolles passèrent à Savary de Lacosme.
Les Basses-Brétignolles (comprenant le château) restent dans la famille Bernard et passent successivement à :
- Étienne Bernard écuyer seigneur de la Motte et de Champigny sur Yonne, maître d'hôtel du roi Louis XII et de la reine, marié à Anne Legoux (fille de Jehan Legoux et Katherine de Creizet) ;
- Jean Bernard (deuxième du nom) - fils d'Étienne Bernard, seigneur de Champigny, des Brétignolles et du Parc, valet de chambre de Henri II puis échanson de François II, épousa le 14 novembre 1533, Jeanne Hurault (fille de Denis Hurault, seigneur de Saint-Denis et de Louise Boudet) ;

Puis le domaine passe à Louis Bernard (premier du nom), écuyer, seigneur du Parc et de Vau-d'Anché.
Charles Bernard possédait une partie des Brétignolles, qui passa plus tard à son frère, Louis Bernard (deuxième du nom)
Louis Bernard (arrière petit fils de Jean Bernard - deuxième du nom) ainsi que sa femme Claude Camus vendent le domaine à Guillaume de Bordeaux le 15 mai 1640.

#### 1640-1811

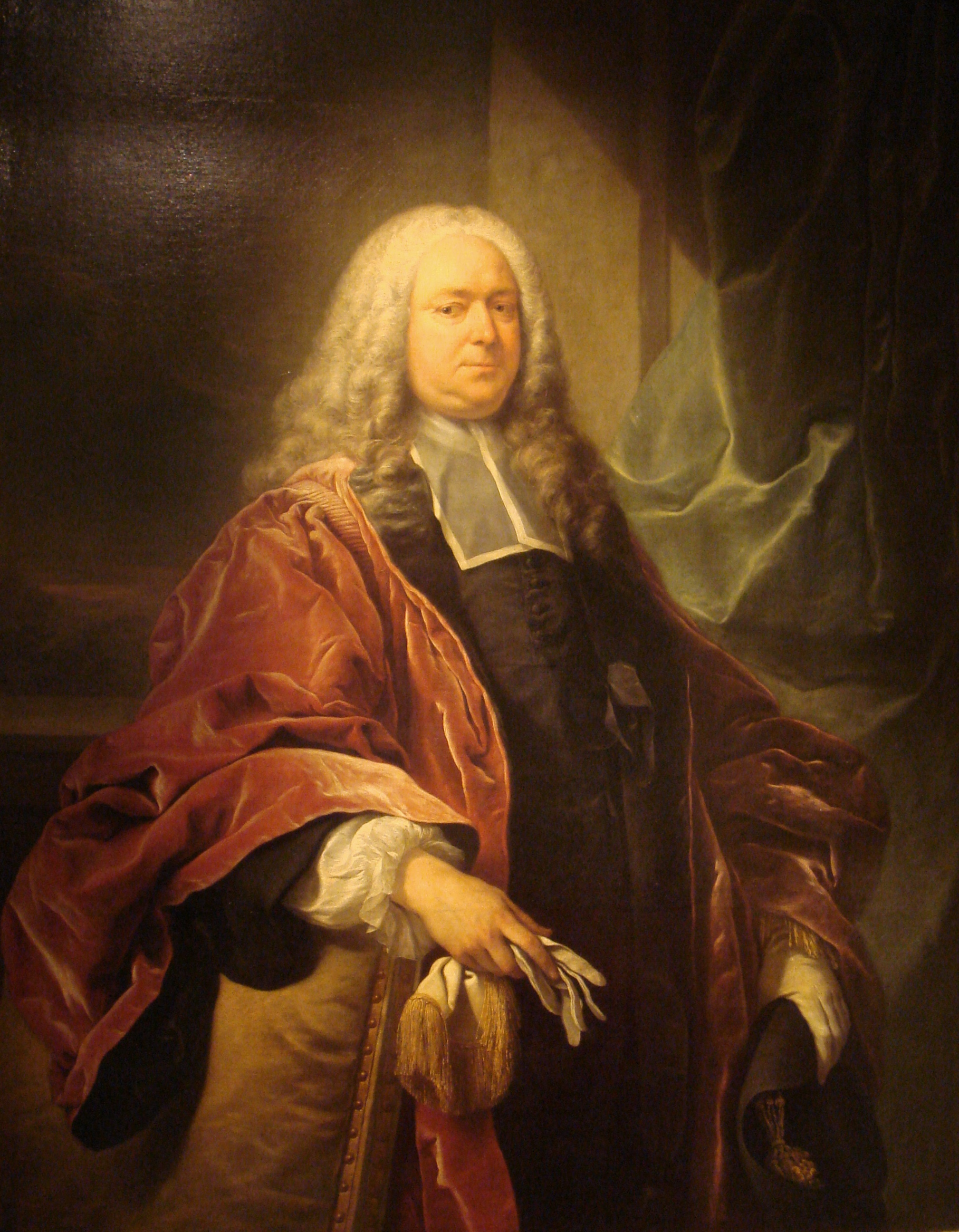
Portrait de Michel-Etienne Turgot par Louis Michel van Loo en 1739

Guillaume de Bordeaux ( ? -  juillet 1673) - conseiller au roi en son conseil de 1640 à 1652, intendant des Finances, seigneur de Genitoy, des Basses-Bretignolles, rachète par la suite les Hautes Brétignolles (acte passé à Chinon, par Habert et Précieux, notaires, le 22 octobre 1640). Il fait aussi l'acquisition du Bois de Veude, le treizième jour de février de 1642 pour 60 000 livres tournois. Ainsi il rétablit la terre dans son ensemble, comme au temps d'Antoine Bernard en 1507. À partir de 1642, les deux terres des Brétignolles (Basses Brétignolles comprenant le château, et les Hautes Brétignolles) eurent les mêmes propriétaires.
En 1699, le domaine est désigné sous le nom Brethinolles.
Par alliance, en 1706, la propriété passe à Pierre Martineau (marié à Françoise de Bordeaux, fille de Guillaume de Bordeaux), conseiller au Parlement de Paris et commissaire aux requêtes du Palais, il devient seigneur des Brétignolles et d'Anché et ajouta "La Garde" au domaine des Brétignolles. Ainsi fut constitué un immense domaine dont le Château des Brétignolles était le centre, alors que les autres seigneuries n'étaient que de simples métairies. À sa mort vers 1688, Pierre Guillaume Martineau, fils du précédent , chevalier des Ordres de Notre-Dame du Mont-Carmel et de Saint-Lazare de Jérusalem et seigneur du Bois de Veude, devient seigneur des Brétignolles. Il meurt en 1706.
Le 25 novembre 1718, par mariage la propriété et tous les fiefs associés passent de la famille Martineau aux Turgot (dot de Madeleine Françoise, fille de Pierre Guillaume Martineau à Michel-Étienne Turgot). Michel-Étienne Turgot, prévôt des marchands de Paris en 1729 et conseiller d'État en 1737, marquis de Sousmont  en 1735, devient propriétaire des Brétignolles et seigneur d'Anché. Il fait bâtir les communs en 1732. 
En 1789 le propriétaire est Anne Étienne Michel Turgot, comte de Turgot, officier au régiment des Gardes Françaises.
Le 22 mars 1811, Marie Victoire Turgot - héritière d'Anne Étienne Michel Turgot, vend les Hautes et Basses-Brétignolles, le Bois de Veude, La Garde, les moulins de l'Arche et l'Argenson à Pierre-Jean-René de Pierres de Fougeray (1758-1828) - sous-lieutenant à la suite du régiment de cavalerie du Roi, chevalier de l'Ordre de Saint-Louis. Ce dernier reçoit de Louis XVIII, le titre de vicomte héréditaire le 20 juillet 1816 par lettres patentes et toutes ses terres lui constituèrent son majorat.
Une grande taque ou plaque de cheminée aux armes du cardinal de Richelieu, provenant probablement d'une salle du château éponyme (vendu en 1805 puis démoli jusqu'en 1835) est exposée dans celle d'une des salles du château ouvertes au public.

#### 1811-1932: la famille de Pierres

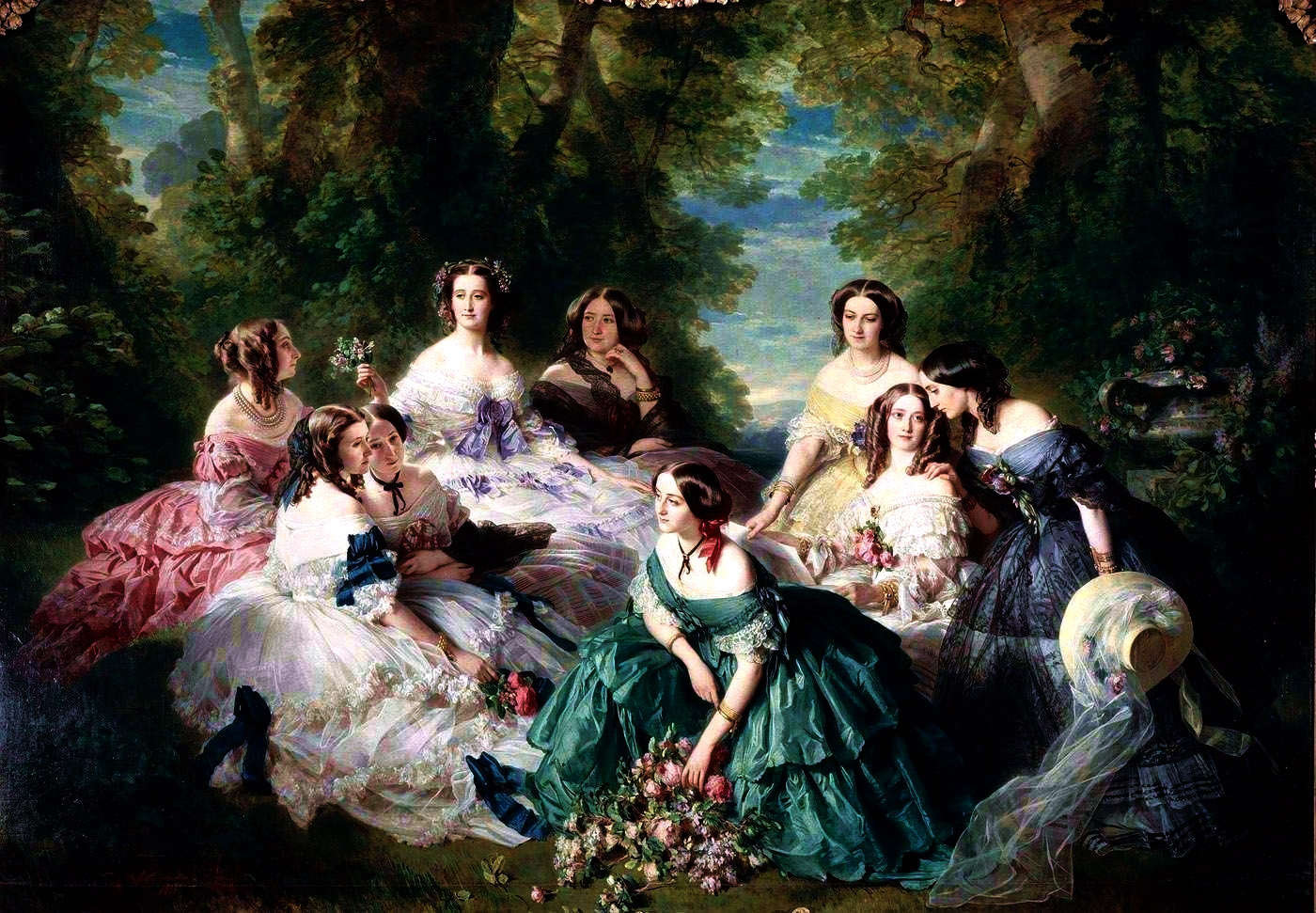
Tableau L'Impératrice Eugénie entourée de ses dames d'honneur, la Baronne de Pierres, Jane Mary de Pierres est représentée à gauche avec la robe blanche et les rubans bleus

Par la suite la terre des Brétignolles et le titre de vicomte de Pierre-Jean-René de Pierres de Fougeray seront transmis par substitution à son gendre, le chef d'escadron Gabriel Théodore de Pierres (Cravant, le 12 septembre 1785 - ? le 27 novembre 1837), seigneur de Narsay et de Nueil,  marié le 5 octobre 1805 à Pommerieux (35) à Eugénie Pierres (1785-1839), et maire d'Anché en 1829; le titre passa ensuite à Auguste de Pierres (22 novembre 1812- 13 mai 1872), fils ainé de ce couple.  
Auguste de Pierres mort sans enfant, transmet les Brétignolles à son frère  Etienne Stéphane de Pierres (Chinon, 7 juin 1818 - Auché, 9 septembre 1876), qui fut premier écuyer de l'impératrice Eugénie, maire de Pommerieux et député au Corps législatif de 1863 à 1870 pour la 3ème circonscription de la Mayenne. Il aurait porté le titre de baron de Pierres lors de son union le 7 juin 1842 avec Jane Mary Thorn (New-York, 6 mars 1821 - Auché, 7 septembre 1873). Morts l'un et l'autre au château à trois ans d'intervalle, ils furent inhumés dans la crypte de la chapelle, comme le mentionne une plaque moderne apposée dans une niche.
Jane Mary était un des quatorze enfants d'Herman Thorn (1783-1859), membre de la sixième génération des descendants de William Thorn, né dans le Dorset en 1617 et arrivé en 1635 à Lynn (Massachusetts - Nouvelle-Angleterre) à bord du Confidence. Officier de marine américain et important propriétaire foncier par son mariage en 1810 avec Jane Marie Jauncey (1788-1873), riche héritière, Thorn devint colonel de l'armée de Terre américaine (grade inexpliqué). De 1825 à 1848 il séjourna avec sa famille à Paris où il loua l'hôtel de Matignon et y donna des somptueuses réceptions. Les services religieux (épiscopaliens) qu'il fit organiser alors dans le pavillon de jardin de la demeure sont à l'origine de la création de la cathédrale américaine de Paris. 
En octobre 1835 sa fille aînée Angelina épousa le comte Louis de Pau, et en 1838 sa quatrième fille Mary épousa le baron Camille de Varaignes du Bourg, futur préfet du Palais de Napoléon III. La belle-soeur de ce dernier, Mme de Pierres, devint une des dames d'honneur de l'Impératrice Eugénie de Montijo. Son portrait photographique encadré, ainsi que celui de son époux, provenant de leur descendance australienne, sont exposés au château. 
Leurs trois enfants Henri Stéphane (1843-1906), vicomte de Pierres, Herman Fortuné Marie (1845-1893), baron de Pîerres, et Jeanne-Marie (née en 1848), héritèrent pour un tiers chacun du domaine. Le 26 septembre 1876 - soit 19 jours après le décès de leur mère - Jeanne-Marie (1848-1911) devint seule propriétaire des Brétignolles moyennant  le versement d'une soulte à ses deux frères cohéritiers. Elle se maria en 1891 avec Charles Olivier Jules Bellivier de Prin (1855-1917). 
Le 26 juillet 1917 leur unique fille Yolande (1894-1929) devient unique propriétaire du domaine par succession. Elle se marie en 1918 avec Fernand de Joussineau de Tourdonnet (1891-1941), d'où 4 enfants et héritiers. 

#### Après 1932
Le 22 octobre 1931 les co-héritiers de Tourdonnet vendent le domaine au comte Marcel de Bernard de La Fosse (1883-1982), descendant des Bernard et époux de Milly Keunen-Best (1889-1970) également inhumés dans la crypte de la chapelle; par succession, il passera à la comtesse Yollande de Grasset, puis en 2004 à ses quatre filles, qui en 2016 revendront aux époux Brendel.

## Description

### Le château

#### Construction du château
La construction du château est l'objet de plusieurs campagnes. Tout d'abord, dans le troisième quart du XVe siècle, le logis et la tourelle d'escalier hexagonale sont construits par Jean Bernard. Ensuite, Antoine Bernard ajouta le pavillon sud-est et les deux tours circulaires ouest à la fin du XVe siècle ou au début du XVIe siècle. Enfin, entre le XVIe et le XVIIe siècle, une dernière partie annexe fut ajoutée sur la façade sud du logis principal - formant finalement le château tel qu'il est aujourd'hui,.

#### L'occupation du château durant la Seconde Guerre mondiale
À partir du 29 aout 1939, le château est réquisitionné par l'État Français.
En juin 1940 le ministre de la Santé publique et ses collaborateurs logeaient dans la propriété, qu'ils quittèrent brusquement le 14 juin.
Le 21 juin 1940, les troupes allemandes en prirent possession, et dès le 28 juillet, les meubles et objets d'arts furent emportés, brisés ou détruits. La réquisition est levée le 31 juillet 1941.

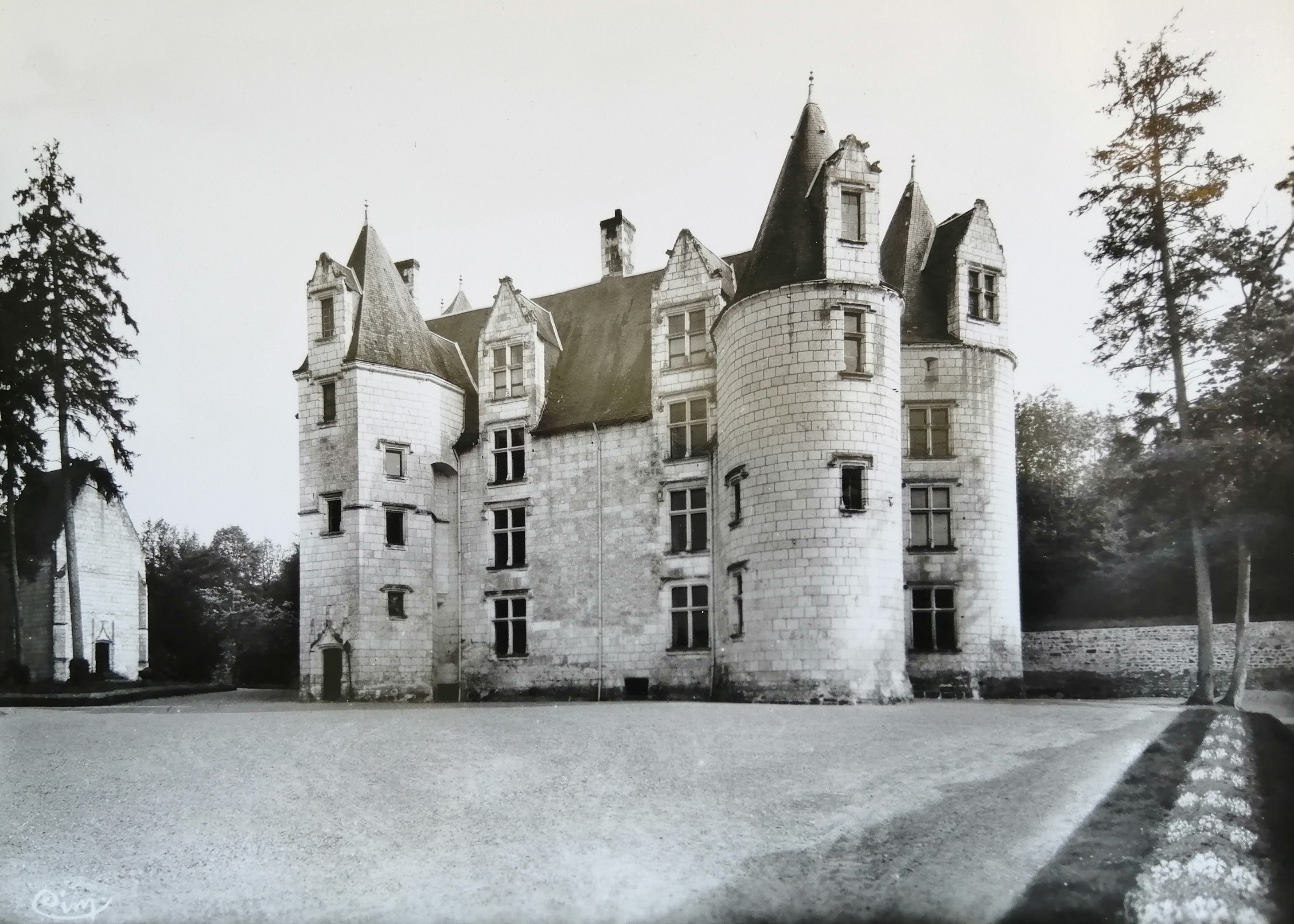
Photographie ancienne du château des Brétignolles
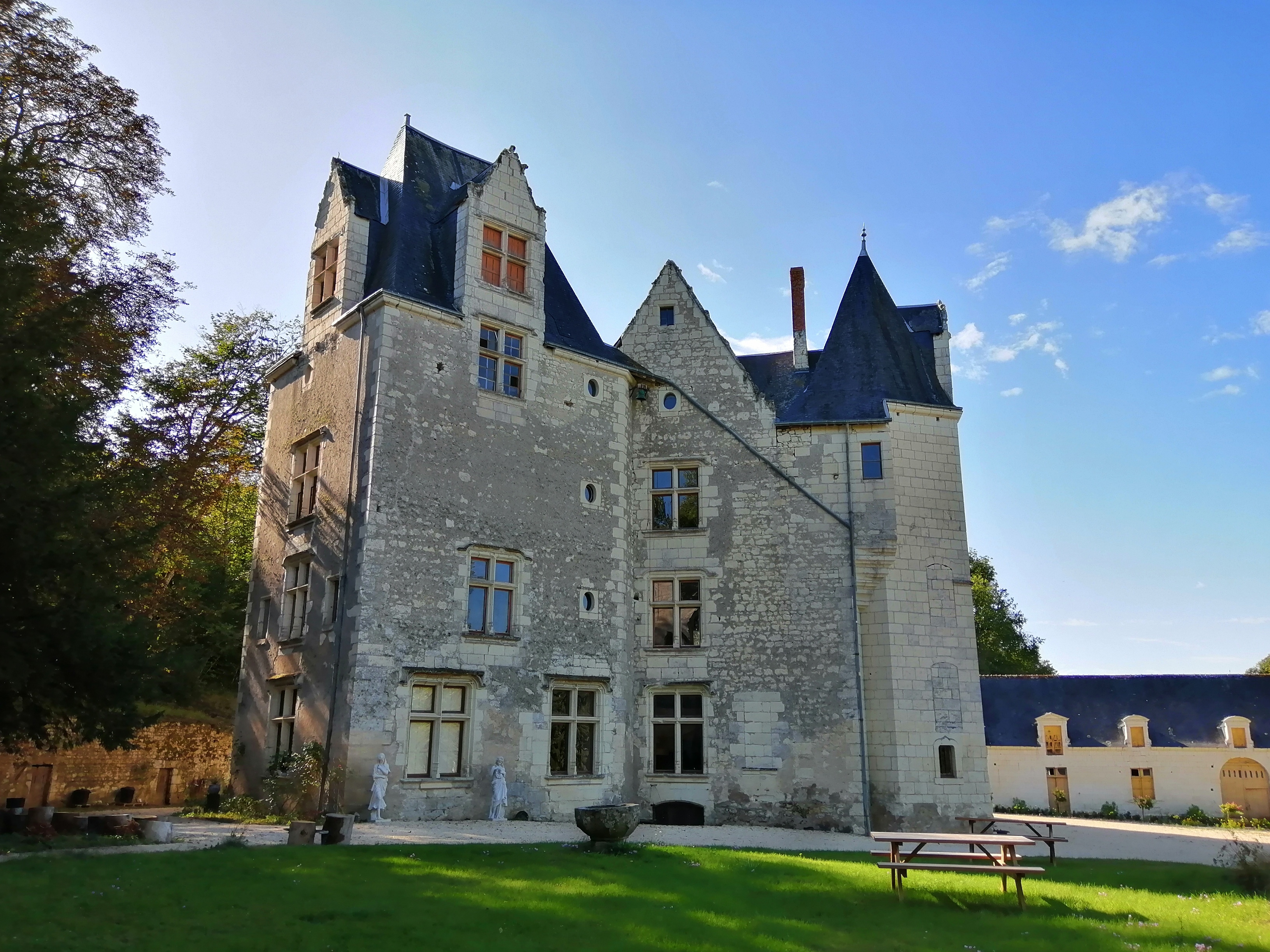
Façade sud-est du château des Brétignolles
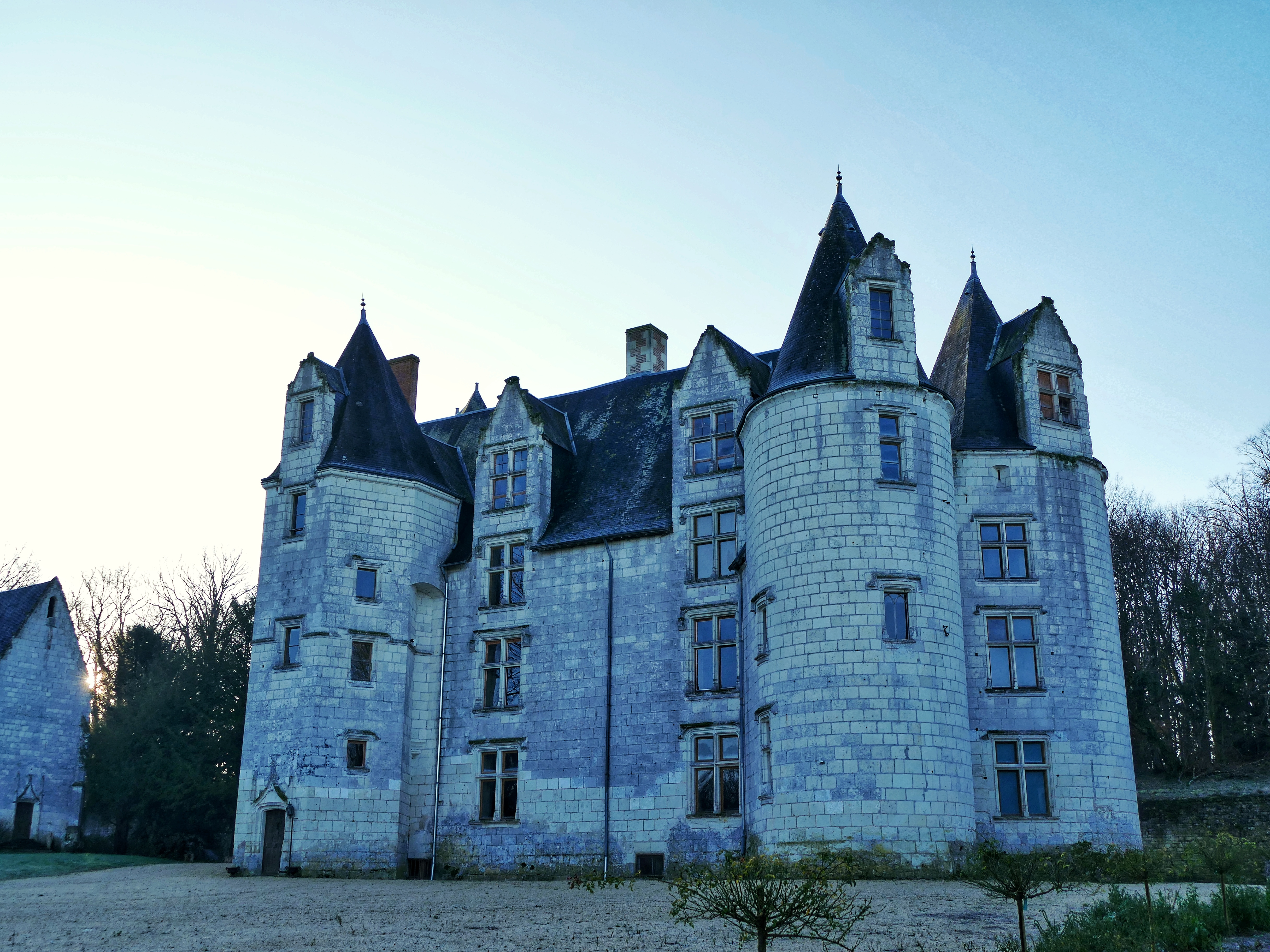
Vue du château des Brétignolles en hiver
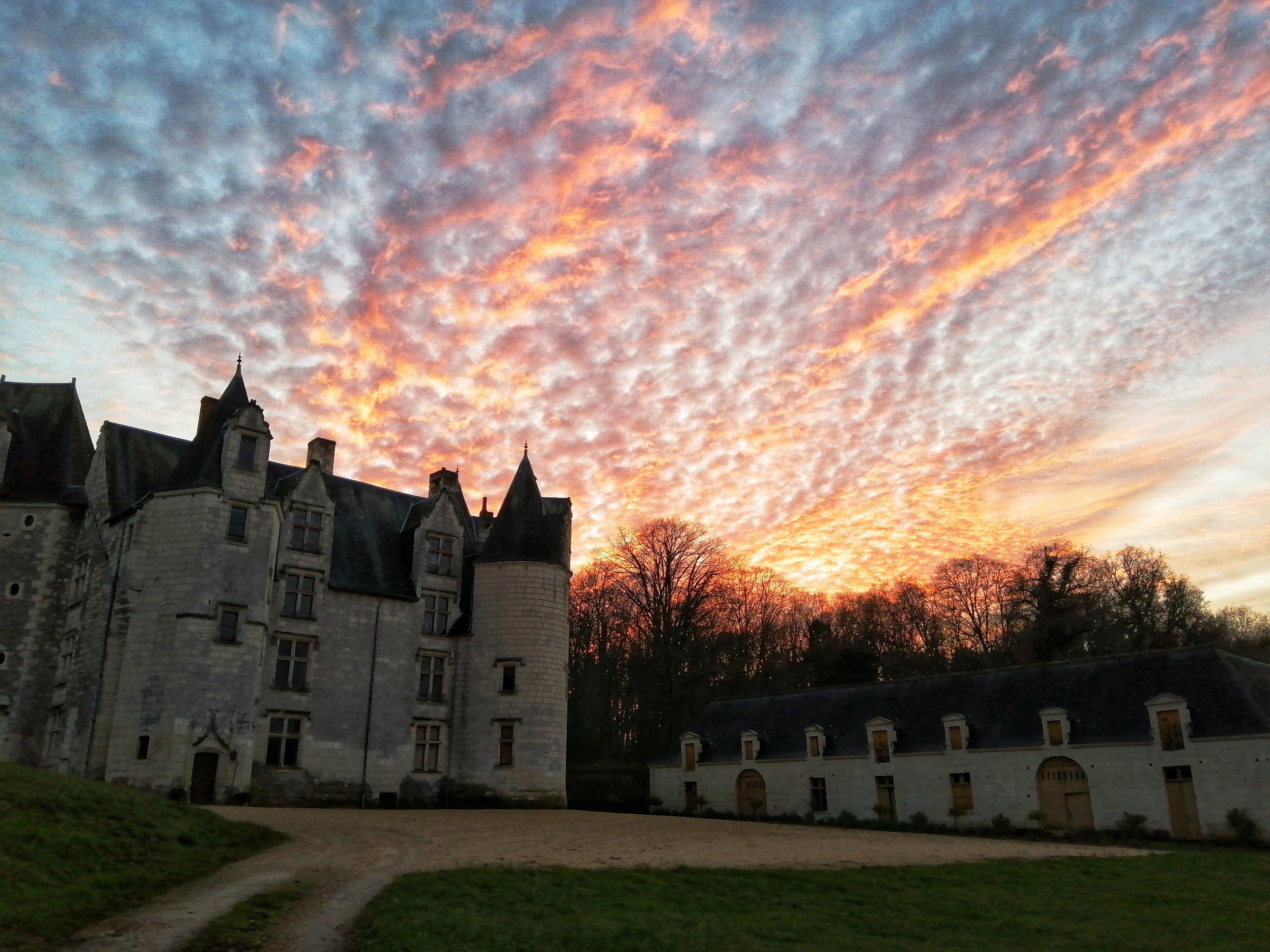
Vue du château des Brétignolles et des écuries

### La chapelle
La chapelle seigneuriale est édifiée durant la dernière ou les deux dernières décennies du XVe siècle par Jean Bernard ou Antoine Bernard.
Elle est dédiée à sainte Marie-Madeleine et Notre-Dame-de-Pitié.
À l'extérieur, elle est épaulée de contreforts et possède une façade haute à pignon aveugle et est percée à sa base d'une porte.
À l'intérieur, les deux travées voutées sur croisée d'ogives avec trois blasons désignent les Bernard avec quatre rocs d'échiquier et au centre une fleur de lys d'or ("Écartelées au 1er et 4e d'argent à un roc d'échiquier de sable, et au 2e et 3e sable à un roc d'échiquier d'argent le tout chargé d'une fleur de lys d'or"), les armes de Guy Bernard (évêque et duc de Langres) et les armes de la France avec trois fleurs de lys.

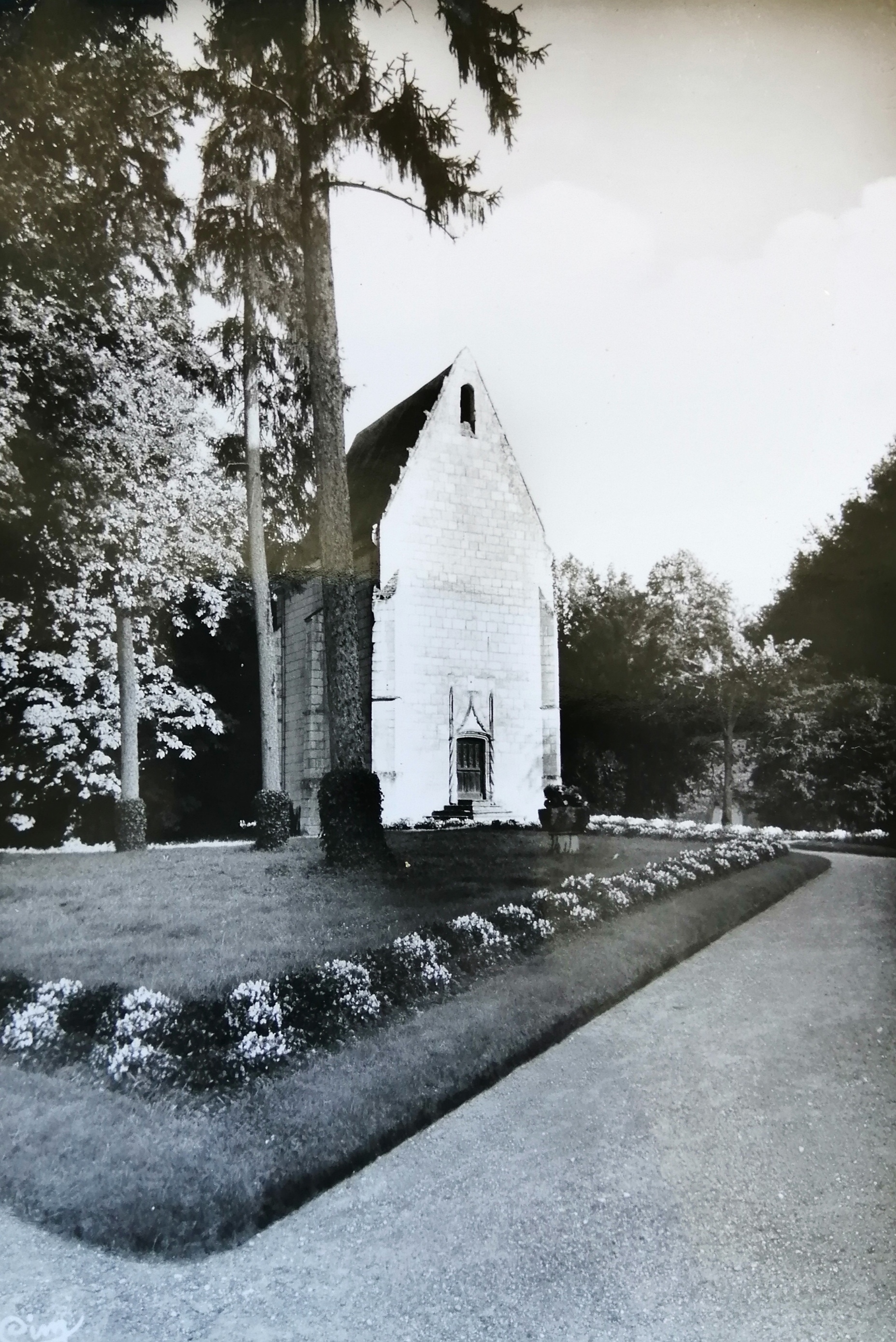
Photographie ancienne de la chapelle
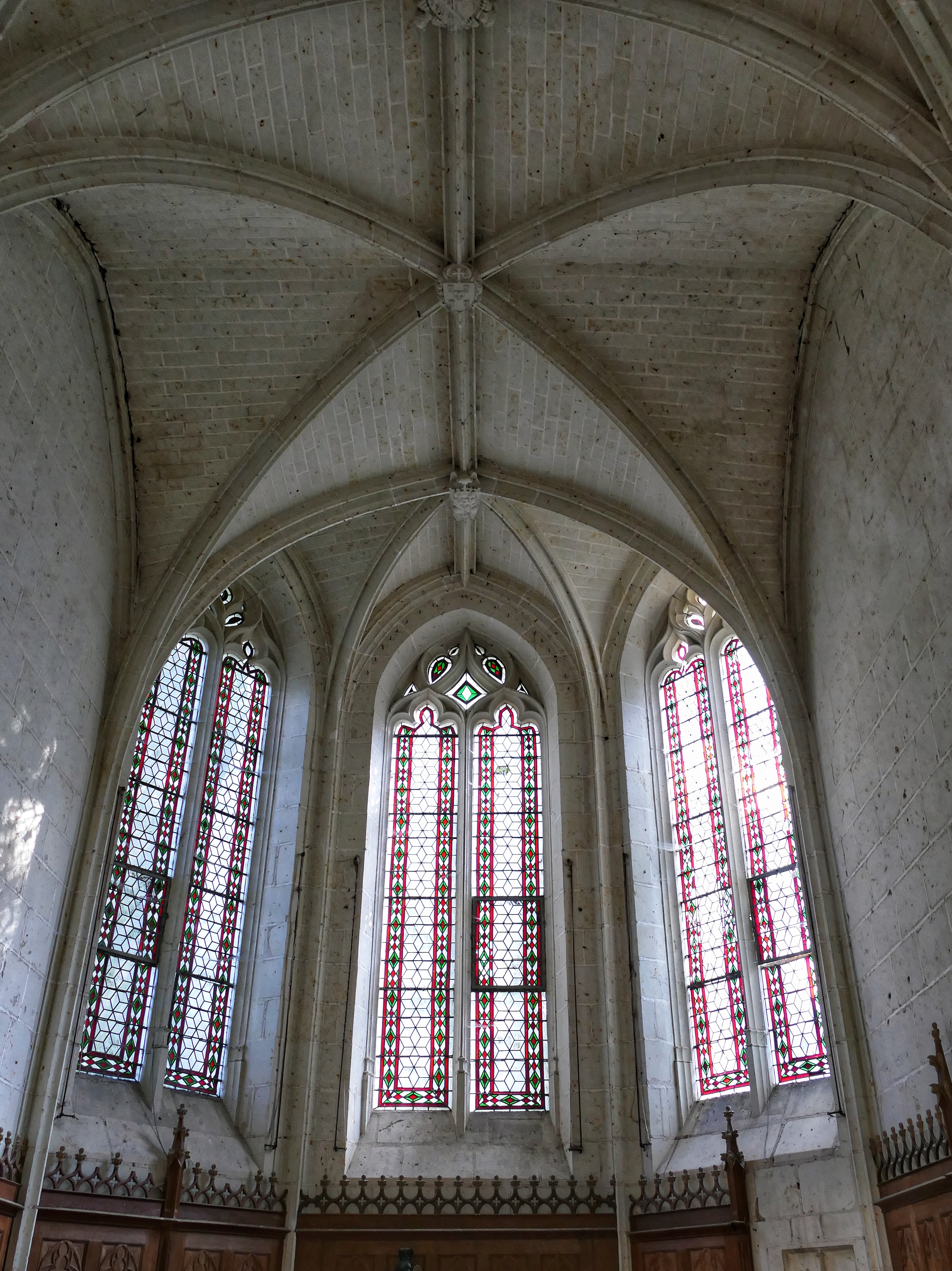
L'intérieur de la chapelle
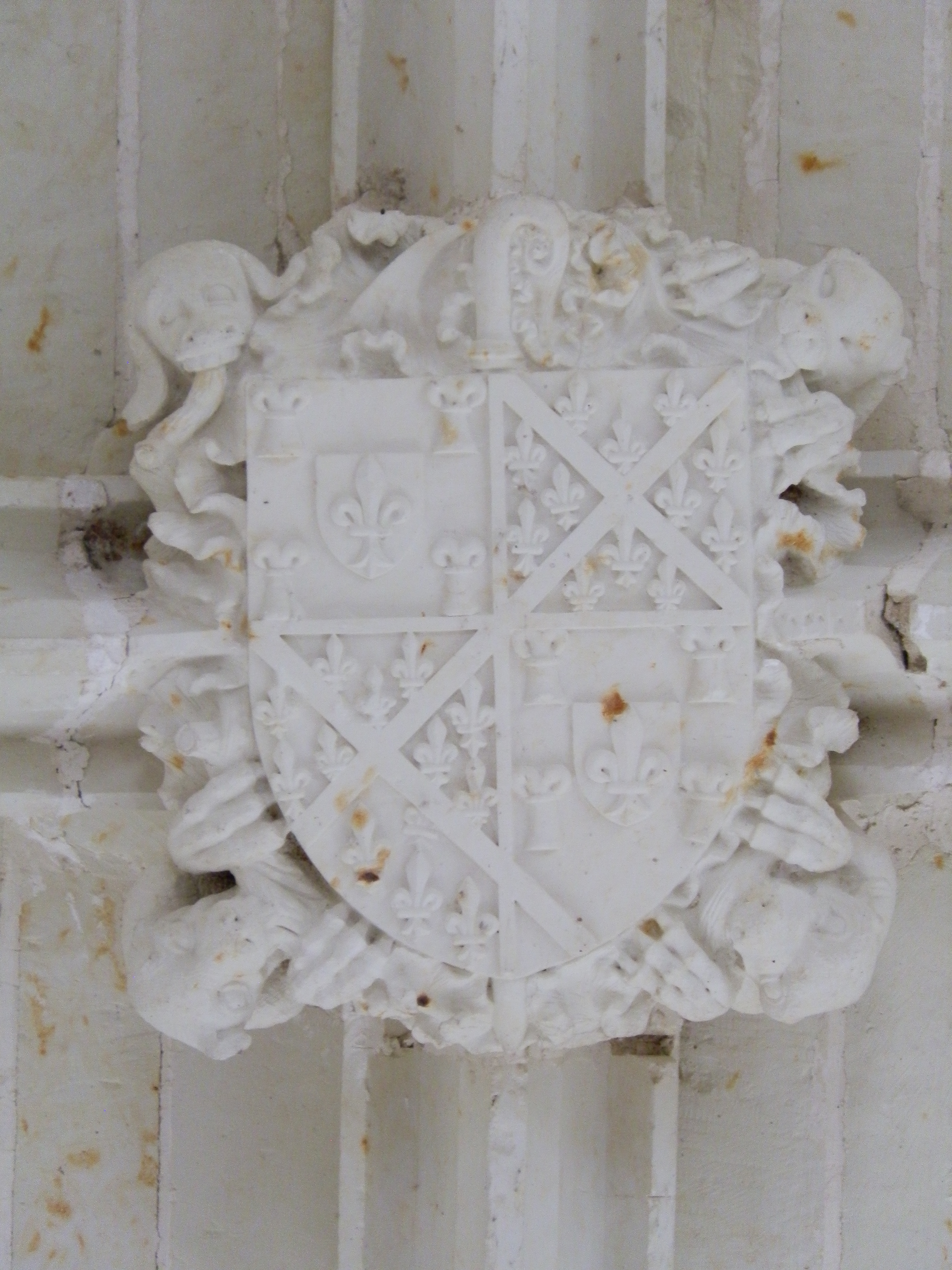
Clé de voute aux armes de Guy Bernard (évêque et duc de Langres)
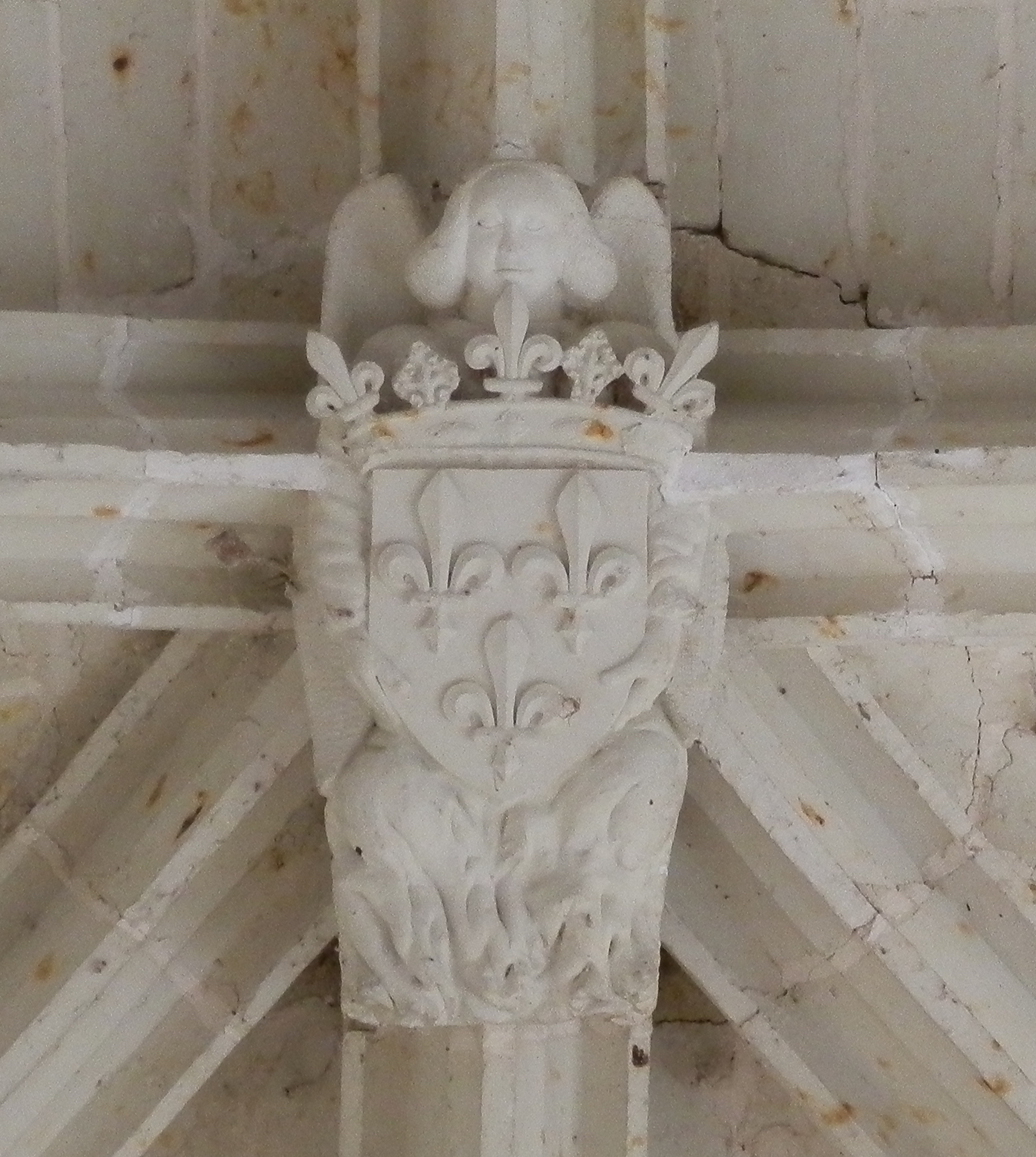
Clé de voute aux armes de la France (trois lys d'or) accompagné d'un ange bienveillant, dans la chapelle du château.

### Les communs
Au nord-est du château, les communs anciennement écuries ont été bâtis en 1732 et agrandis en 1830. L'édifice est formé par un corps de bâtiment avec deux ailes symétriques en retour d'équerre. La façade principale est symétrique avec deux grands portails et sept lucarnes aux frontons triangulaires et courbes.

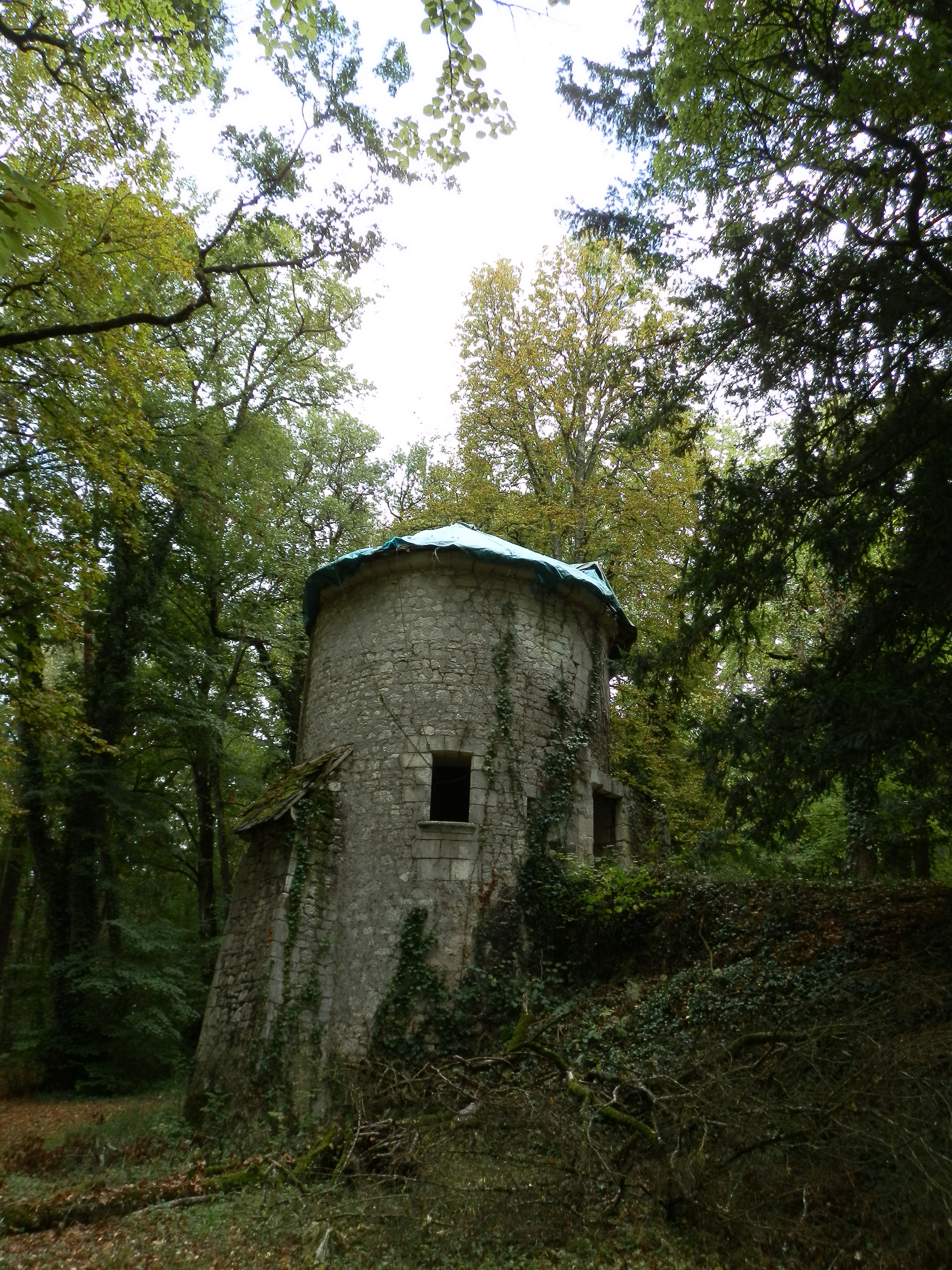
Tour médiévale du XIVe siècle dans le parc du château des Brétignolles. Probablement un vestige de rempart ou un poste de garde.

### La tour médiévale
La tour médiévale cylindrique en moellons, isolée dans le parc et à proximité de la chapelle est antérieure au château, et date du XIVe siècle. Il s'agit sans doute d'un vestige de l'enceinte fortifiée qui entourait le château. Elle possède trois contreforts, quatre archères et une canonnière.
La tour a été transformée plus tard en colombier comme l'atteste la présence de boulins dans la partie supérieure de l'édifice. Il y a environ 250 boulins pour représenter les 126 hectares de terres du domaine (vers 1874).

### Les caves troglodytes
Les nombreuses caves troglodytes sont creusées dans le rocher du coteau, derrière le château et avaient un rôle particulièrement important dans la vie du château, parmi lesquelles la cave avec le four à pain de 3 mètres de diamètre, et de la buée, du pressoir vinicole casse-cou, le chai, le nichoir à poules ou encore de la grange.

### L'éolienne Bollée
L'éolienne Bollée a été édifiée entre 1894 et 1902 derrière la chapelle et servait de pompage de l'eau.
Elle a été gravement endommagée lors d'une tempête en 2016.

### La tourelle d'angle
Au nord-est, sur le mur d'enceinte du parc du château, se dresse une élégante échauguette du XVIe siècle.

### La maison du gardien
La maison du gardien a été bâtie en 1847-1848.

## 2016: Restauration et mise en valeur du domaine
Depuis 2016, le château, ses bâtiments annexes (chapelle, communs, tour médiévale, maison du gardien et du jardinier) et son parc sont en train d'être restaurés.